# Кольдіц
Кольдіц (нім. Colditz) — місто в Німеччині, розташоване в землі Саксонія. Входить до складу району Лейпциг.
Площа — 83,55 км2. Населення становить 8374 ос. (станом на 31 грудня 2020).